# Lars Gorton
Lars Johan Edvard Gorton, född 23 november 1939, är en svensk jurist.
Gorton var adjungerad professor i internationell handelsrätt vid Handelshögskolan i Stockholm 1986-2007. Han är professor emeritus vid Juridiska institutionen och Institutet för ekonomisk forskning vid Lunds universitet. Han är även professor emeritus vid Stockholm Center for Commercial Law vid Stockholms universitet.